# مسجد نخیله

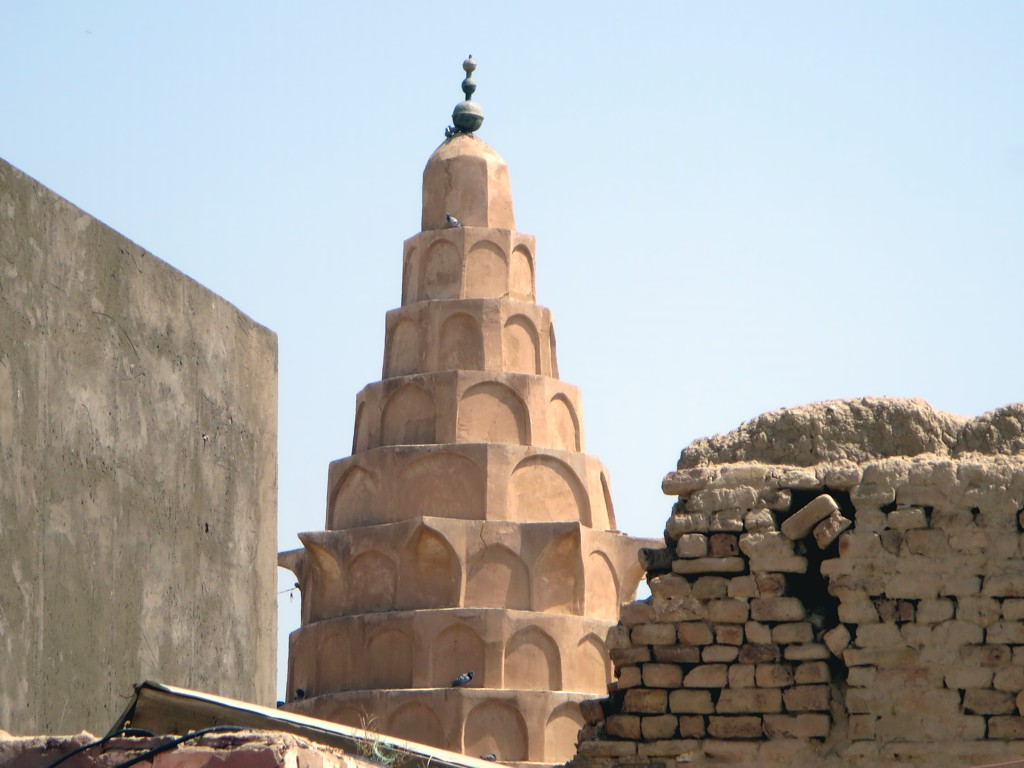
آرامگاه ذوالکفل، قسمتی از مسجد نخیله

مسجد نخیله (عربی: مسجد النخیلة) یک مسجد تاریخی در شهر کفل، عراق است. مسجد مجموعه‌ای است که شامل آرامگاه ذوالکفل (عربی: مرقد نبی الله ذی الکفل) است، که گفته می‌شود آرامگاه پیامبر ذوالکفل است، وجود مکانی که به مقام علی بن ابیطالب معروف است قابل رویت است.همچنین در مسجد محلی وجود دارد که به مقام خضر معروف است.

## تاریخچه
این مجموعه در اصل یک زیارتگاه برای یهودیان بود چون شامل آرامگاه حزقیال می‌شد که در قرن هفتم میلادی ساخته شده بود. برخی از روایات دربارهٔ این بنا می‌گویند این بنا دارای ریشه‌هایی در آرامگاهیست که توسط ابراهیم ساخته شده بود، بر اساس توصیفی که محمد تقی، امام دهم شیعیان از حجت بن الحسن کرده‌است در ۱۳۱۶ به سلطان ایلخانی محمد خدابنده الجایتو حق سرپرستی بر آرامگاه را بدست آورد. پس از آن سایت ترمیم شد و با توجه به سنت اسلامی تغییر نام داد و با و به عنوان یک مکان مذهبی اسلامی گسترش یافت. مناره و مسجد در همان دوره ساخته شده‌است.
در سال ۲۰۱۴ این سایت به خصوص مناره‌های آن توسط شرکتهای ایران و وقف‌های جامعه‌های شیعی مرمت شد که که حدود ۸۰۰ میلیون دینار هزینه برد.

## معماری
ساخت فعلی بنای این مسجد و مناره آن به دوره سلطان مغولی، الجایتو، باز می گردد. در این مناره کلماتی به خط کوفی مکتوب است که تمامی آن نماد و نشان محبت به اهل بیت است.
گنبد منحصر به فرد آرامگاه دارای آرایهٔ مقرنس در داخل و تقلید الگوی لانه زنبوری در خارج است. جداره و قسمت فوقانی دیوار با الگوهای رنگارنگ از دوره عثمانی تزئین شده‌است ارتفاع آن به ۲۰ متر می‌رسد و بر روی یک پی مکعبی با ابعاد ۴ نشسته‌است.

## نگارخانه
.

## کتابشناسی
- Al-Janab Tariq Jawad, 1982, Studies in Medieval Iraqi Architecture, Baghdad, Ministry of culture and Information, State Organization of Antiquities and Heritage, 96-105.
- Michell, George, Ed: 1978. Architecture of the Islamic World. London, Thames and Hudson, 246.